# Llista de corbes
Això és una llista de corbes utilitzades en diferents camps: matemàtiques (incloent geometria, estadística i matemàtica aplicada), física, enginyeria, ciències econòmiques, medicina, biologia, psicologia, ecologia, etc.

## Matemàtiques (Geometria)

### Corbes algebraiques

#### Corbes racionals
Les corbes racionals es divideixen segons el grau del polinomi.

##### Grau 1
- Recta

##### Grau 2
Les corbes planes de grau 2 es coneixen com a còniques o seccions còniques i inclouen
- Circumferència
  - Cercle unitari
- El·lipse
- Paràbola
- Hipèrbola
  - Hipèrbola unitària

##### Grau 3
Les corbes cúbiques planes inclouen
- Paràbola cúbica
- Foli de Descartes
- Cissoide de Diocles
- Concoide de De Sluze
- Estrofoide
- Paràbola semicúbica
- Corba serpentina
- Trident de Newton
- Trisectriu de Maclaurin
- Cúbica de Tschirnhausen
- Corba d'Agnesi

##### Grau 4
Les corbes quàrtiques planes inclouen
- Corba signe i comercial
- Corba mongeta
- Bicorn
- Corba de llacet
- Quàrtica puntiforme
- Quàrtica cruciforme
- Corba deltoide
- Corba del diable
- Lemniscata de Booth
- Càmpila d'Eudoxos
- Corba Kappa
- Lemniscata de Gerono
- Lemniscata de Bernoulli
- Cargol de Pascal
  - Cardioide
  - Cargol trisectriu
- Trifoli

##### Grau 5
- Quíntica de l'Hospital[1]

##### Grau 6
- Astroide
- Atriftaloide
- Nefroide
- Quadrifoli

##### Famílies de grau variable
- Epicicloide
- Epispiral
- Epitrocoide
- Hipocicloide
- Corba de Lissajous
- Espiral de Poinsot
- Corba racional normal
- Rosa

#### Corbes amb gènere u
- Corba bicúspide
- Corba cúbica
- Corba el·líptica
- Corba de Watt

#### Corbes amb el gènere més gran que u
- Corba papallona
- Quàrtica de Klein
- Corba de Bring
- Superfície de Bolza
- Superfície de Macbeath

#### Famílies de corbes amb gènere variable
- Lemniscata polinòmica
- Corba de Fermat
- Espiral sinusoidal
- Corba de Lamé
- Superfície de Hurwitz
- Corbes trinòmiques d'Elkies
- Corba hiperel·líptica
- Corba modular clàssica
- Oval de Cassini

### Corbes transcendentals
- Corba de Lissajous
- Braquistòcrona
- Corba papallona transcendent
- Catenària
- Clelia
- Cocleoide
- Corba de persecució
- Cicloide
- Horòptera
- Tautòcrona
- Isòcrona de Leibniz[2]
- Isòcrona de Varignon[3]
- Corba de Lamé
- Loxodròmia
- Espirals
  - Espiral d'Arquimedes
  - Clotoide
  - Espiral de Cotes
  - Espiral de Fermat
  - Espiral de Galileu[4]
  - Espiral hiperbòlica
  - Espiral de lituus
  - Espiral logarítmica
- Sintractriu
- Tractriu
- Trocoide

### Corbes definides a trossos
- Corba de Bézier
- Splines
  - B-spline
  - NURBS
- Regressió local
- Poligonal
  - Rosa de Maurer
- Arc conopial
- Triangle de Reuleaux

### Corbes fractals
- Corba menjar blanc
- Corba de Rham
- Corba del drac
- Floc de neu de Koch
- Corba C de Lévy
- Corba de Peano
- Corba de Sierpiński

Vegeu també: Llista de fractals per dimensió de Hausdorff

### Corbes a l'espai
- Conchoespiral
- Hèlix
- Espiral esfèrica de Seiffert[5]
- Espiral de Slinky[6]
- Cúbica torçada
- Corba de Viviani

### Corbes generades per altres corbes
- Corba càustica
- Corba cissoidal
- Evoluta
- Corba inversa
- Involuta
- Isòptica
- Ortotòmica
- Podària
- Antipodària
- Ruleta
- Estrofoide

## Matemàtica aplicada, estadística, física i enginyeria
- Corba en banyera
- Corba en campana
- Corba de calibratge
- Corba de creixement (astronomia)
- Corba isofònica
- Corba de rotació galàctica
- Funció de Gompertz
- Corba de creixement (estadística)
- Corba de Kruithof
- Corba de llum
- Funció logística
- Corba de Paschen
- Corbes de Robinson–Dadson
- Assaig de tracció